# Плач за жертвами Хіросіми

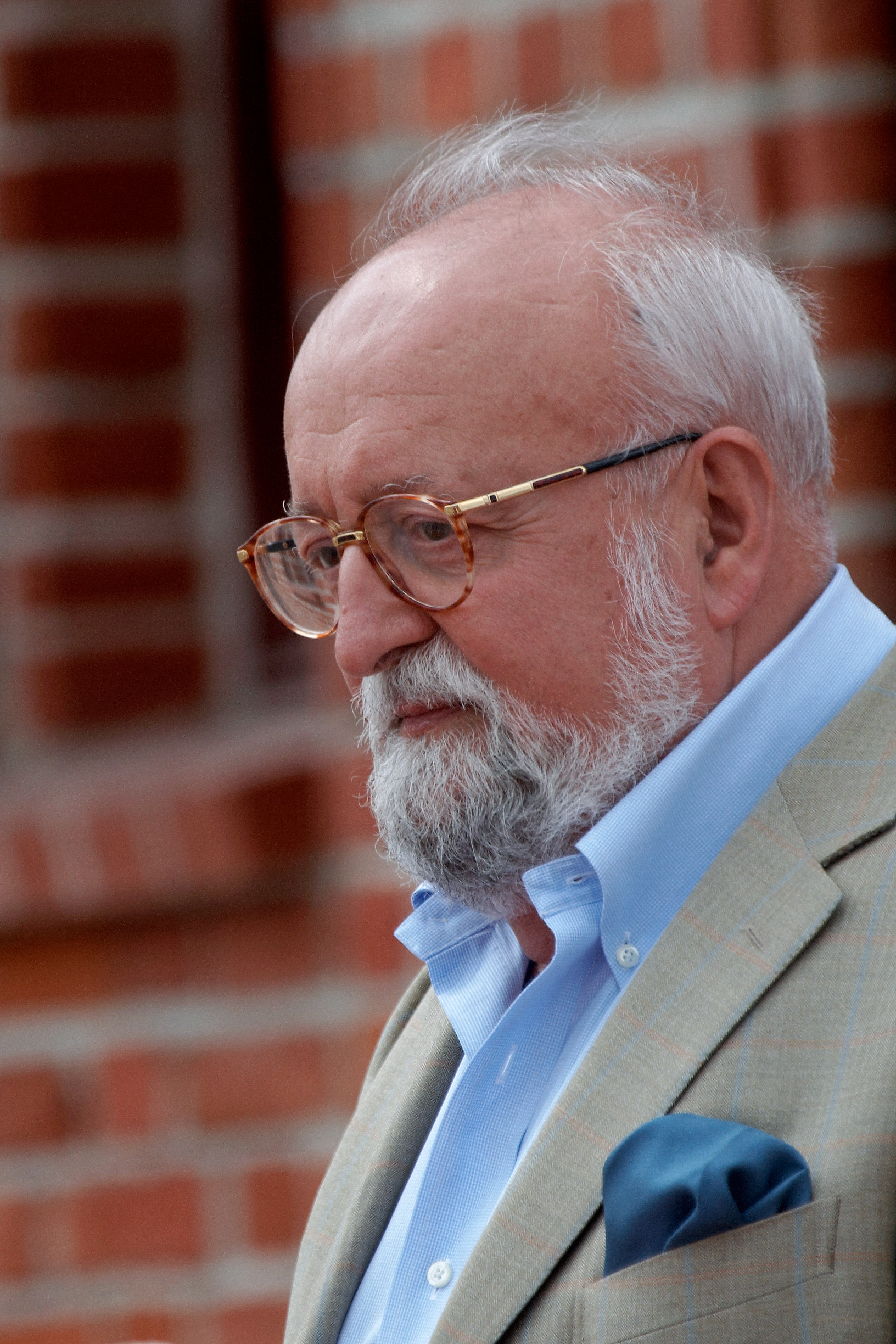
Кшиштоф Пендерецький, Гданськ, 2008

Плач за жертвами Хіросіми, також Плач пам'яті за жертвами Хіросіми (пол. Tren pamięci ofiar Hiroszimy), витвір Кшиштофа Пендерецького для 52 струнних інструментів (1960).
Формально присвячено пам'яті жертв ядерного бомбардування Хіросіми, хоча ця назва виникла вже після написання музики.

## Музична мова
«Плач за жертвами Хіросіми» — один із центральних творів авангардного періоду творчості К. Пендерецького. Твір написаний для камерного оркестру з 52 струнних інструментів, проте голоси окремих інструментів невиразні в загальній масі звуків. У «Плачі» немає ні мелодії, ні гармонії, ні поліфонії в звичному сенсі слова. Голоси зливаються в сонорні комплекси, кластери. Композитор скасовує тактову риску, тривалість розділів музичного твору позначається в секундах.
Пендерецький винайшов нові прийоми гри на струнних інструментах: музиканти грають за підставкою, стукають по корпусу інструментів древком смичка.
Для фіксації музичного твору, композитор використовує оригінальні графічні прийоми.
Один з наступних творів Пендерецького — «Поліморфія» для 48 струнних інструментів — це музичне відображення енцефалограм людей, які прослуховують «Плач за жертвами Хіросіми».

## Виконання і записи
В СРСР твір вперше виконано в 1966 році.
Записи цього музичного твору зробили Антоній Віт, Шимон Кавалла, Бруно Мадерна, Кшиштоф Пендерецький.
Музика «Плачу за жертвами Хіросіми» ввійшла в саундтрек фільмів Стенлі Кубрика «Сяйво»,  Вільяма Фрідкіна «Той, що виганяє диявола» и Альфонсо Куарона «Останній нащадок Землі», а також 8 та 11 серії 3 сезону серіалу «Твін Пікс».